# Mechatronics
Mechatronics is een internationaal, wetenschappelijk tijdschrift op het gebied van de mechatronica. Artikelen worden door derden gecontroleerd, voordat ze worden gepubliceerd. Mechatronics wordt door Elsevier uitgegeven.